# Gluphisia severa
Gluphisia severa är en fjärilsart som beskrevs av Edwards 1886. Gluphisia severa ingår i släktet Gluphisia och familjen tandspinnare. Inga underarter finns listade i Catalogue of Life.